# يوري تروتنيف
يوري بتروفيتش تروتنيف (بالروسية: Ю́рий Петро́вич Тру́тнев)، من مواليد 1 مارس 1956، هو سياسي روسي يشغل منصب نائب رئيس وزراء روسيا والمبعوث الرئاسي إلى منطقة الشرق الأقصى الفيدرالية منذ عام 2013. ومن عام 2004 إلى عام 2012، شغل منصب وزير الدولة الموارد الطبيعية والبيئة في روسيا.

## عقوبات
ردًا على العملية العسكرية الروسية في أوكرانيا عام 2022، وفي تاريخ 6 أبريل 2022، أضاف مكتب مراقبة الأصول الأجنبية التابع لوزارة الخزانة الأمريكية تروتنيف إلى قائمة الأشخاص الخاضعين للعقوبات بموجب الأمر التنفيذي رقم 14024، وفرضت بريطانيا على تروتنيف عقوبات في نفس العام.